# Karner Mistelbach

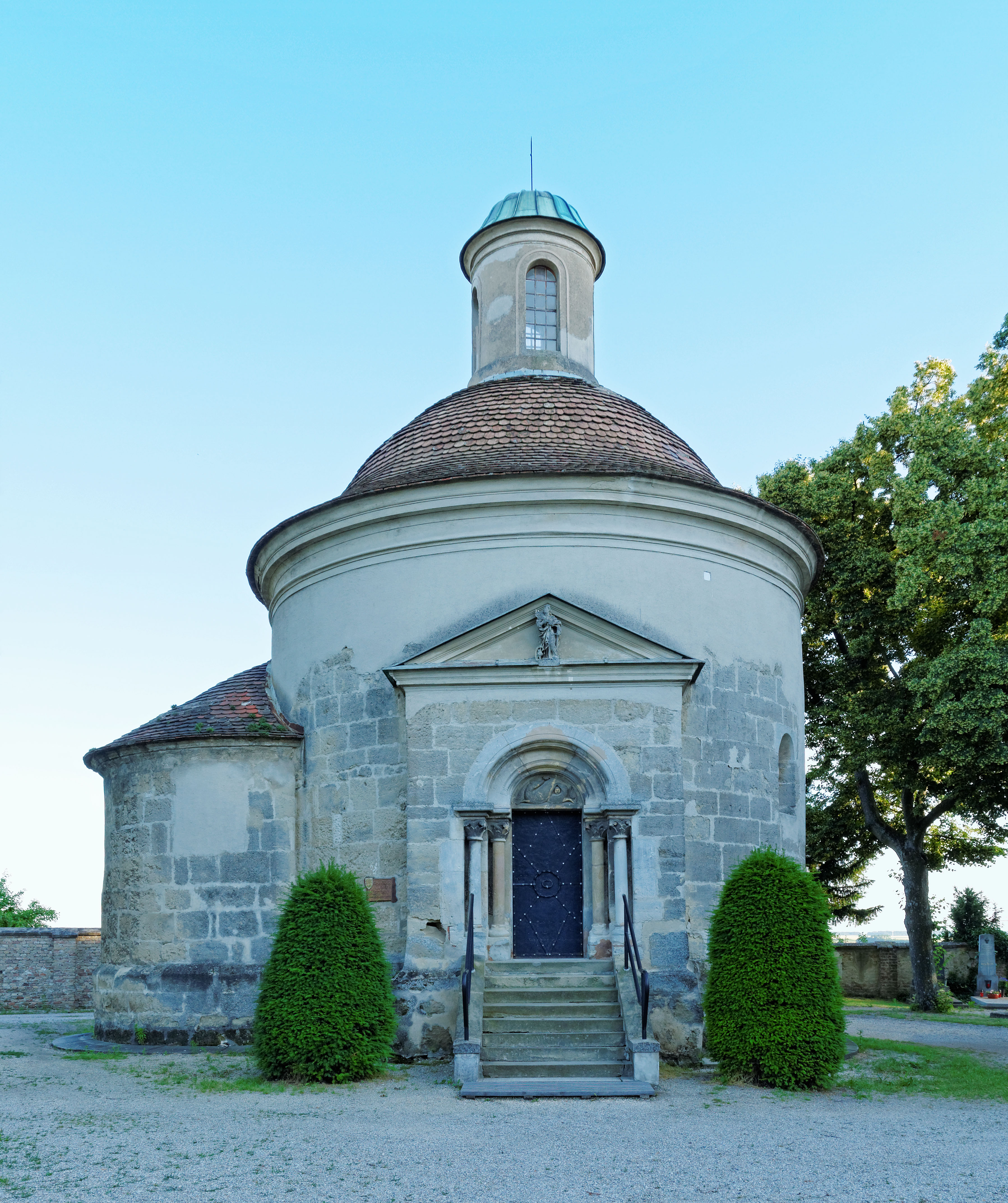
Karner hl. Katharina in Mistelbach

Der Karner Mistelbach steht zwischen der Pfarrkirche und dem Friedhof in der Stadtgemeinde Mistelbach im Bezirk Mistelbach in Niederösterreich. Die dem Patrozinium hl. Katharina unterstellte romanische Totenkapelle wurde 1719 barockisiert. Der Karner steht mit dem Friedhof unter Denkmalschutz (Listeneintrag).

## Geschichte
Der Kirchenbau wurde im Anfang des 13. Jahrhunderts erbaut und 1719 barockisiert. 1879 erfolgte eine Restaurierung. 1971 wurde der romanische Bestand freigelegt.

## Architektur
Das Kapellenäußere zeigt einen Rundbau mit einer halbkreisförmigen Apsis mit einer hohen Sockelzone aus Quadermauerwerk unter einem leicht eingeschwungenen barockisierten Kegeldach mit einer bekrönenden Laterne. Die Fassade zeigt kleine schlitzartige romanische Rundbogenfenster, an der Apsis mit Wulstrahmung, in der Sockelzone ein Fragment eines Rundbogenfenster mit Wulstrahmung. Nordöstlich befindet sich am Ende einer Treppe das romanische zweifach gestaffelte Rundbogenportal, teils erneuert, in einem rechteckigen leicht vorgezogenen Portalfeld mit einer barocken Dreieckübergiebelung mit eingestellten Säulen auf Ringblasen und mit Blattkapitellen, das Tympanon zeigt Reliefs zweier ineinander verschlungener Fabeltiere und eines menschlichen Kopfes, im Giebel steht die Figur hl. Katharina aus 1719. Das Portal beinhaltet eine spätgotische Eisenplattentür mit einem gedrehten ringförmigen Griff.
Das Kapelleninnere zeigt ein barockes Kuppelgewölbe. Das Untergeschoß hat ein Bandrippengewölbe.

## Ausstattung
Der Altar als Säulenretabel aus 1728 zeigt das Ölbild hl. Katharina. 